# خالد مفتاح
خالد مفتاح (انگلیسی: Khalid Muftah؛ زاده ۲ ژوئیهٔ ۱۹۹۲) یک بازیکن فوتبال اهل قطر است.

## تیم ملی
وی همچنین در تیم ملی فوتبال قطر بازی کرده‌است.